# Groot-Tilburg
Groot-Tilburg is de naam die wel wordt gegeven aan een vroege, min of meer zelfstandige, heerlijkheid die een groot gebied in het midden van de huidige provincie Noord-Brabant omvatte. Het gebied omvatte niet alleen het huidige Tilburg en Oisterwijk, maar ook Goirle, Berkel-Enschot, Udenhout en Helvoirt.
De oudste schriftelijke vermelding is in het Liber Aureus uit 1191, waarin de tekst van een acte is opgenomen die uit 21 mei 709 zou stammen maar die niet meer bestaat. Hierin staat dat de heilige Willibrordus een domein te Alphen geschonken zou hebben gekregen en dat de acte in Tilburg zou zijn opgemaakt (actum publice Tilliburgis). Hoewel de acte waarschijnlijk nooit heeft bestaan dan wel vervalst is, is het Liber Aureus in deze toch een belangwekkend document.
De bekende heren van Tilburg waren vrijwel allen Giselbert genaamd, en men spreekt in deze van de Giselberten. Het is niet altijd duidelijk uit te maken wie nu wie is, maar er is sprake van een oudere en een jongere Giselbert van Tilburg, en van Walter van Tilburg, broer van de jongere Giselbert. Zij worden vermeld in documenten tussen 1167 en 1244. Ze hadden een mottekasteel, dat waarschijnlijk Kasteel ter Borch was, gelegen bij de samenvloeiing van de Voorste Stroom en de Achterste Stroom in het huidige Oisterwijk. De heren van Tilburg hadden banden met Neder-Lotharingen.
Geleidelijk aan breidde het Hertogdom Brabant zijn invloed uit in deze streek, waardoor aan de betrekkelijke zelfstandigheid van de heren van Groot-Tilburg een einde kwam. Hertog Hendrik I van Brabant stichtte in 1212 zelfs, te midden van het gebied van de heer van Tilburg, het stadje Oisterwijk dat in 1230 vrijheidsrechten kreeg. Dit viel min of meer samen met Oost-Tilburg. In 1244 werd Gijsbert van Tilburg voor het laatst vermeld in de oorkonden.
In 1387 werd West-Tilburg, dat wil zeggen het huidige Tilburg en Goirle, een zelfstandige heerlijkheid. Het Kasteel van Tilburg werd echter pas in het begin van de 16e eeuw gebouwd.